# Marin Mersenne
Marin Mersenne (Oizé, 8 settembre 1588 – Parigi, 1º settembre 1648) è stato un teologo, filosofo e matematico francese.
È soprattutto noto per i numeri di Mersenne.

## Biografia

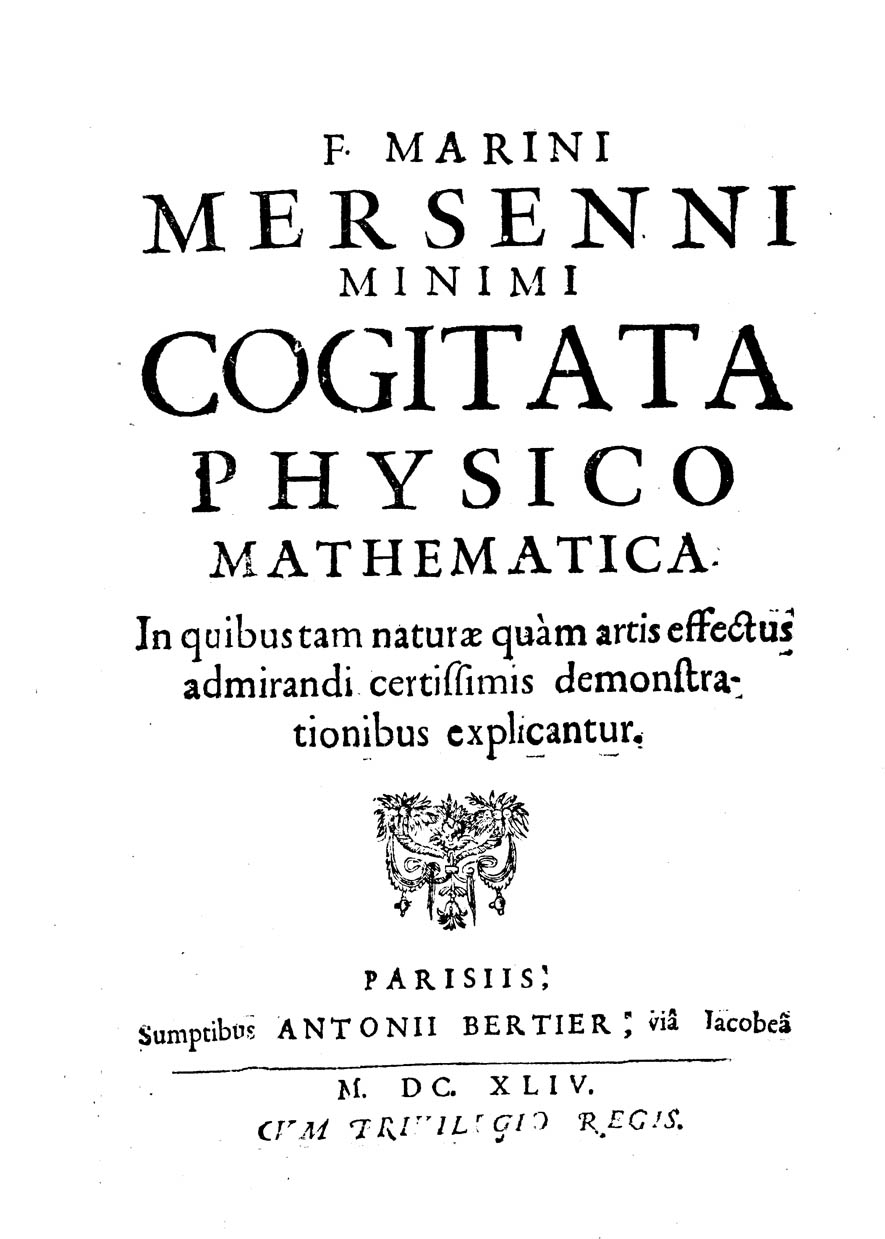
Cogitata physico mathematica, 1644

Nato da umili genitori di Oizé, Marin fu educato a Le Mans e presso il collegio gesuitico di La Flèche, frequentato anche da Cartesio, di cui divenne amico nel 1622 o 1623. Nel 1611 entrò nell'ordine dei Frati minimi, e dopo studi di teologia ed ebraico, professò i voti definitivi a Parigi, nel 1613.
Per un certo tempo insegnò filosofia a Nevers, ma rientrò a Parigi nel 1620, nel convento de L'Annonciade a Parigi. Qui, insieme a figure brillanti come Cartesio, Pascal e Gilles Personne de Roberval, si dedicò allo studio della matematica e della musica. Mantenne una frequente corrispondenza con studiosi contemporanei, come Giovanni Battista Doni e Constantijn Huygens. Pubblicò scritti teologici come Quaestiones celeberrimae in Genesim (1623), L'Impieté des déistes (1624), e La Vérité des sciences (1624).
Morì nel 1648 per le conseguenze di un intervento chirurgico.

## Attività

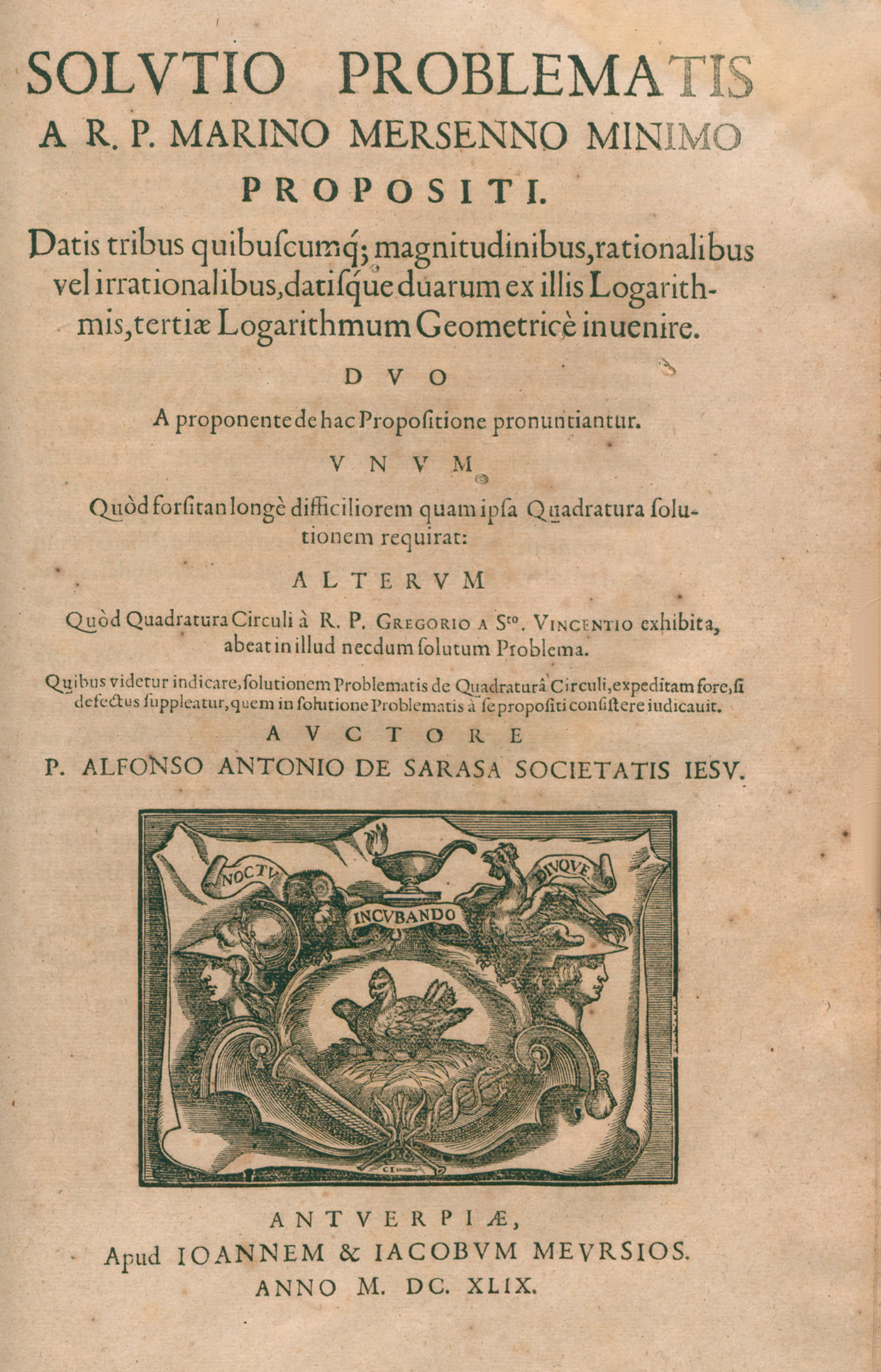
Alphonse Antonio de Sarasa, Solutio problematis a R. P. Marino Mersenno minimo propositi, 1649

Mersenne è oggi ricordato per i numeri di Mersenne, ma egli non ebbe la matematica come centro delle sue attività, invece scrisse soprattutto di teoria musicale e teologia. Curò edizioni di Euclide, Archimede ed altri matematici greci, tuttavia il suo maggiore contributo fu l'estesa corrispondenza che ebbe con personalità scientifiche e matematiche del suo tempo. In un'epoca in cui ancora non esistevano giornali scientifici, Mersenne agì come veicolo per la circolazione di informazioni e scoperte.
Il suo lavoro filosofico è caratterizzato da una grande erudizione e dalla più stretta ortodossia. Il suo maggior contributo fu l'entusiastica difesa di Cartesio, di cui fu agente a Parigi, e che visitò nei Paesi Bassi. Portò a Parigi il manoscritto delle Meditazioni ove curò la prima edizione, adoperandosi per la sua diffusione e difendendone l'ortodossia contro le critiche. Più tardi abbandonò il pensiero speculativo e tornò alla ricerca scientifica, occupandosi in particolare di matematica, fisica ed astronomia. Il più noto dei suoi lavori di questo periodo è l'Harmonie universelle (Parigi, 1636 e 1637), sulla teoria della musica e degli strumenti musicali.

### Harmonie Universelle(1637)
Questo libro contiene la legge di Mersenne, che mette in relazione la frequenza di oscillazione con la tensione della corda. La frequenza è:
1. Inversamente proporzionale alla lunghezza della corda (questo principio era già noto agli antichi e venne attribuito a Pitagora);
2. Proporzionale alla radice quadrata di tensione della corda;
3. Inversamente proporzionale alla radice quadrata della massa per la lunghezza.

La formula per la frequenza più bassa è
{\displaystyle f={\frac {1}{2L}}{\sqrt {\frac {F}{\mu }}}}
dove f è la frequenza, L è la lunghezza, F è la forza e μ la massa per unità di lunghezza.

### Opere di Mersenne

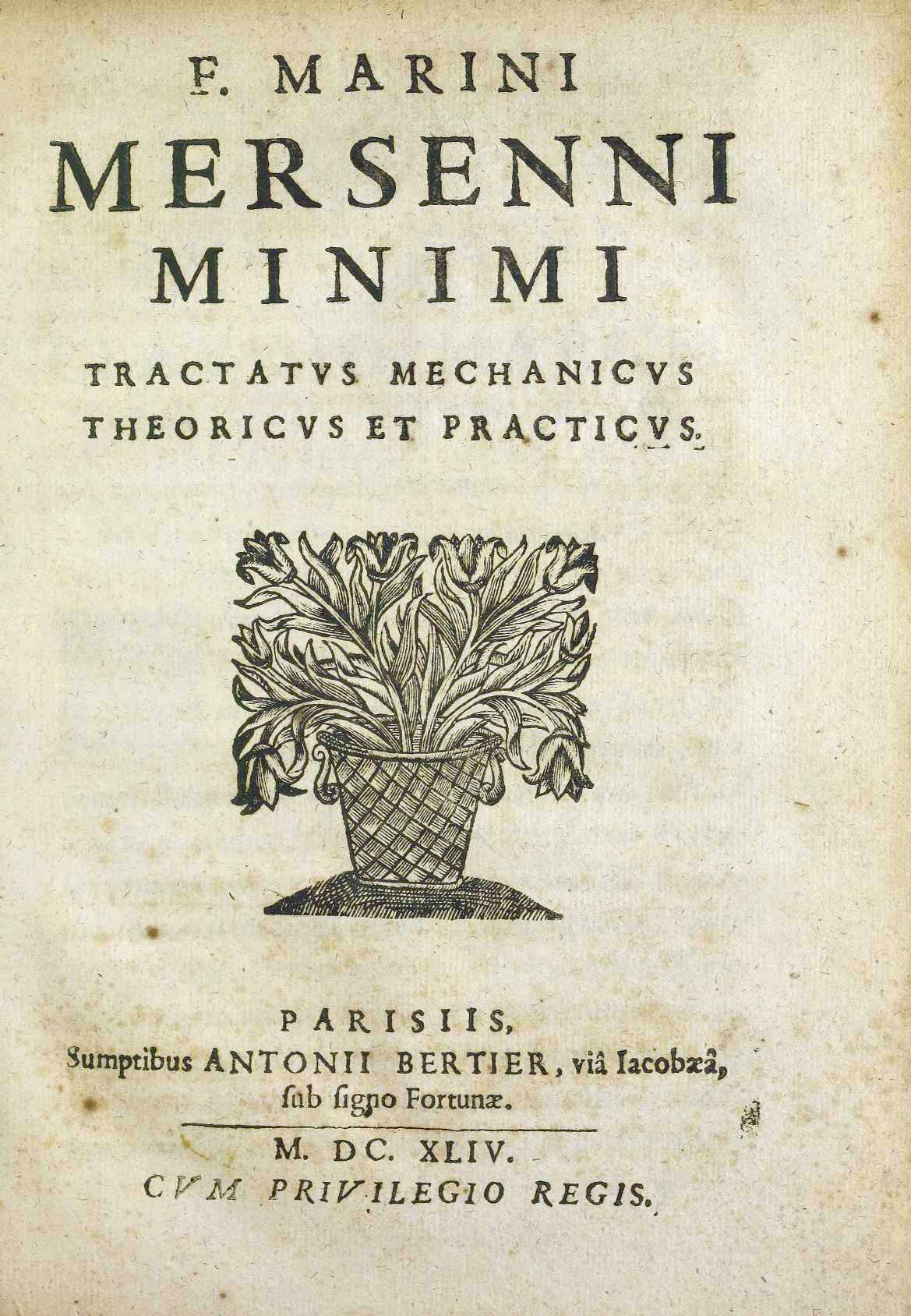
Tractatus mechanicus theoricus et practicus, 1644

- La verité des sciences contre les Septiques ou Pyrrhoniens (Paris, 1625)
- Euclidis elementorum libri, etc. (Paris, 1626)
- Les Mécaniques de Galilée (Paris, 1634)
- Questions inouies ou recreations des savants (1634)
- Questions théologiques, physiques, etc. (1634)
- Harmonie universelle, contenant la theorie et la pratique de la musique. ... (Paris, Sebastien Cramoisy, 1636). In-folio. Riedito in facsimile dal Centre National de la Recherche Scientifique (C.N.R.S.), Paris, 1965-1986 (con annotazioni manoscritte dell'Autore ed introduzione di François Lesure), ISBN 2-222-00835-2. Uno dei tre tomi che compone quest'opera fu pubblicato in anticipo: Traité de l'orgue (Paris, Pierre I Ballard, 1635, riedizione in facsimile 1979). Disponibile nel progetto Gallica della Biblioteca Nazionale di Parigi
- Seconde partie de l'Harmonie universelle, contenant La Pratique des Consonances... (Paris, Pierre Ballard, 1637). Disponibile nel progetto Gallica della Biblioteca Nazionale di Parigi
- Nouvelles découvertes de Galilée (1639)
- Cogitata physico-mathematica (1644)
- Universae geometriae synopsis (1644)
- (LA) Tractatus mechanicus theoricus et practicus, Paris, Antoine Bertier, 1644.

### Edizioni
- (FR) Marin Mersenne, Questions physico-mathematiques, A Paris, Henri Guenon, 1635. URL consultato il 14 giugno 2015.

- (LA) Marin Mersenne, Cogitata physico mathematica, Parisiis, Antoine Bertier, 1644. URL consultato il 14 giugno 2015.

- (LA) Marin Mersenne, Novae observationes physico-mathematicae, Parisiis, Antoine Bertier, 1647. URL consultato il 14 giugno 2015.
- René Descartes, Isaac Beeckman, Marin Mersenne. Lettere 1619-1648, Milano, Bompiani, 2015 pp. 1696. Edizione integrale con traduzione italiana a fronte, a cura di Giulia Beglioioso e Jean Robert-Armogathe ISBN 978-88-452-8071-9